# Ip (Ort)

Lage der Gemeinde Ip im Kreis Sălaj

Ip (ungarisch Ipp) ist eine Gemeinde im Kreis Sălaj im rumänischen Kreischgebiet, im Westen Rumäniens. Die Gemeinde besteht aus fünf Dörfern Cosniciu de Jos, Cosniciu de Sus, Ip, Zăuan und Zăuan-Băi.
Am 14. September 1940 ereignete sich hier das Massaker von Ip, bei dem 158 rumänische Zivilisten getötet wurden.

## Bevölkerung
Bei der Volkszählung im Jahr 2002 hatte Ip 3.946 Einwohner, 2011 3.648 und 2021 waren es 3.288 die folgenden ethnischen Gruppen angehörten:
| Ethnie   | 2002 | 2011 | 2021 |
| -------- | ---- | ---- | ---- |
| Ungarn   | 1981 | 1716 | 1405 |
| Rumänen  | 1466 | 1348 | 1219 |
| Roma     | 0383 | 0417 | 0470 |
| Slowaken | 0111 | 091  | 076  |
| Sonstige | 5    | 076  | 0118 |